# Feuerwehr in Singapur

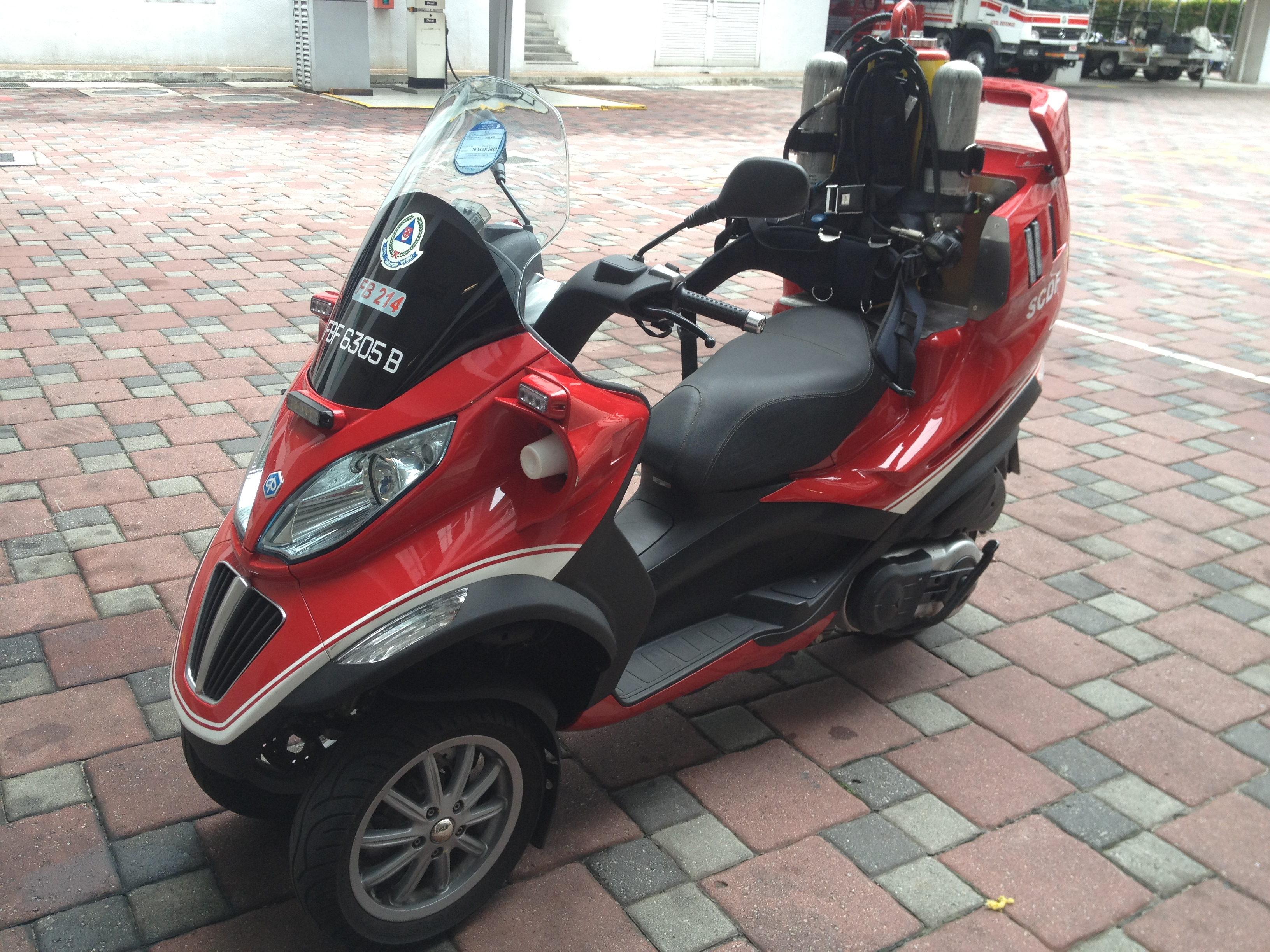
Feuerwehrroller Piaggio MP3 in Singapur 2012

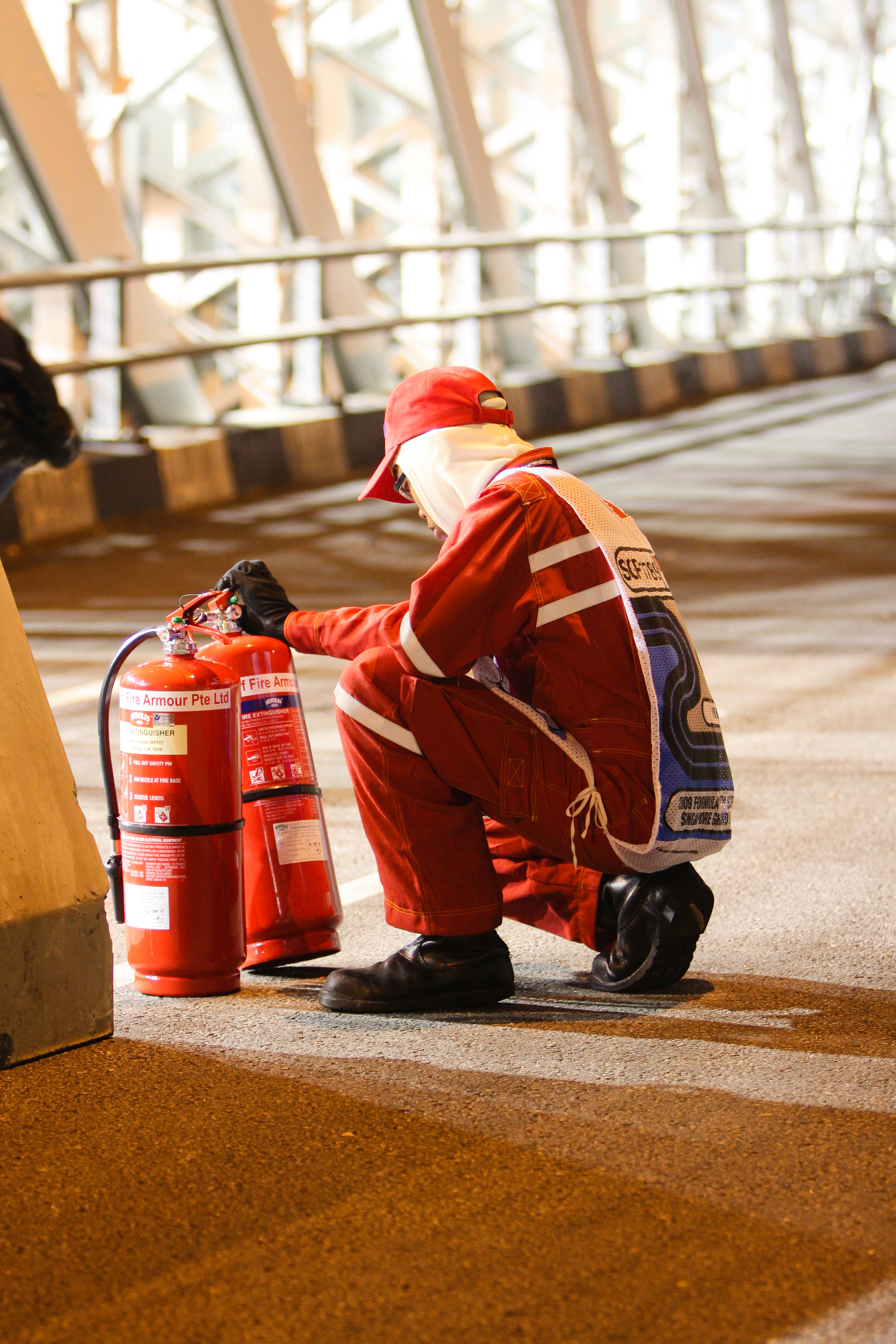
Feuerwehrmann mit Feuerlöschern in Singapur 2009

Die Feuerwehr in Singapur besteht aus rund 2700 Berufsfeuerwehrleuten. Freiwillige Feuerwehrleute gibt es in Singapur nicht.

## Allgemeines
In Singapur bestehen 21 Feuerwachen, in denen 86 Löschfahrzeuge und 23 Drehleitern bzw. Teleskopmasten für Feuerwehreinsätze bereitstehen. Insgesamt sind 2742 Berufsfeuerwehrleute im Feuerwehrwesen tätig. Der Frauenanteil beträgt 17 %.
Die singapurische Feuerwehr wurde im Jahr 2019 zu 194.330 Einsätzen alarmiert, dabei waren 2.862 Brände zu löschen. Hierbei wurden eine tote Person bei Bränden von der Feuerwehr geborgen und 243 Verletzte gerettet.

## Geschichte
Singapurs erstes Feuerkomitee wurde im Jahr 1855 gegründet. Zuvor wurden Brände von uniformierten Gruppen betreut, darunter Polizisten, Sepoys, Marinesoldaten und sogar Sträflinge. Am 7. September 1869 erließ der Gouverneur Generalmajor Sir Harry St. George Ord die Feuerverordnung und ernannte den Kolonialingenieur zum Vorsitzenden der Feuerkommission für Singapur. Diese Feuerkommission wurde jedoch später im Jahr 1884 aufgrund schlechter Organisation und schwieriger Umstände aufgelöst. Im Jahr 1888 wurde die Singapore Fire Brigade als voll ausgestattete Berufsfeuerwehr mit ausreichender Finanzierung gegründet. Bis 1909 gab es insgesamt drei gebaute Feuerwachen, die Singapur bedienten, nämlich die Central Fire Station in der Hill Street, die Cross Street und die Kallang Fire Stations. 1980 wurde die Feuerwehr offiziell in Singapore Fire Service (SFS) umbenannt.
Im Jahr 1982 wurde der National Civil Defense Plan ins Leben gerufen, der die Notfallvorsorge der Nation beinhaltete. Mit der Verabschiedung des Civil Defense Act im Jahr 1986 wurde die Singapore Civil Defence Force (SCDF) als eine dem Innenministerium unterstellte Organisation gegründet. Im selben Jahr ebnete die Hotel-New-World-Katastrophe den Weg für gemeinsame Operationen zwischen SCDF und SFS. Die SCDF und SFS wurden am 15. April 1989 fusioniert.
Das neu integrierte SCDF nutzte hauptsächlich Einrichtungen, die von den Singapore Armed Forces (SAF) oder der Singapore Police Force (SPF) übergeben wurden. Seit Anfang der 2000er Jahre sind der Hauptsitz und die territorialen Abteilungen alle in eigens dafür gebaute Einrichtungen umgezogen. Auch die Beteiligung des SCDF an regionalen Katastrophenhilfeeinsätzen hat sein Profil deutlich geschärft.
Am 18. Januar 2009 wurde SCDF von der UN-Organisation International Search and Rescue Advisory Group (INSARAG) als schweres städtisches Such- und Rettungsteam, die höchste Stufe des städtischen Such- und Rettungsdienstes, eingestuft.

## Feuerwehrorganisation
Die singapurische Feuerwehrorganisation Singapore Civil Defense Force repräsentiert die singapurischen Feuerwehren mit ihren über 2700 Feuerwehrangehörigen. Sie ist ein Notfalldienst in Singapur im Rahmen des Ministeriums für innere Angelegenheiten, welche Brandbekämpfung, technische Rettung und Rettungsdienst leistet sowie den nationalen Zivilschutz koordiniert.